# Charles Maier

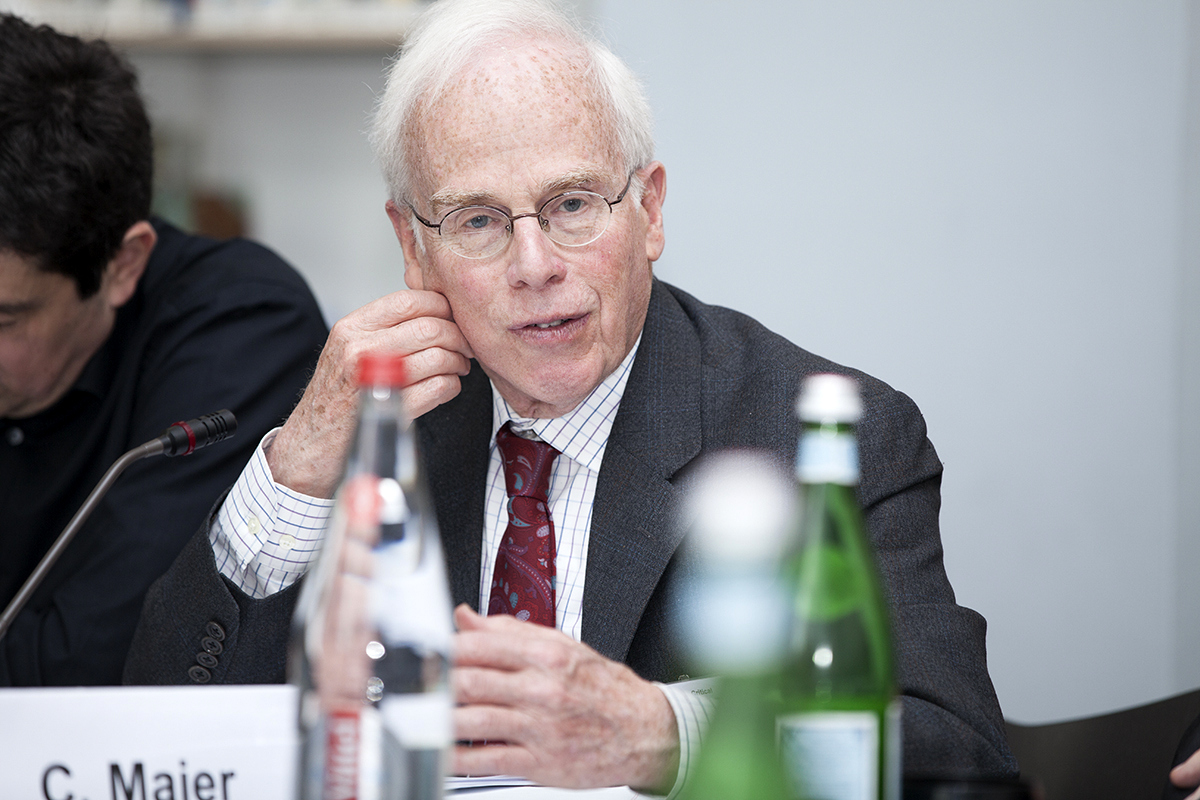
Charles Maier, Mai 2013

Charles Steven Maier (* 23. Februar 1939 in New York City) ist ein US-amerikanischer Historiker.

## Leben und Arbeit
Maier studierte Geschichte an der Universität Harvard, wo er auch promoviert wurde. Seit 1981 ist Maier als Professor für Europäische Geschichte in Harvard tätig, wo er gegenwärtig die Frederick Saltonstall Professur für Neueste Geschichte innehat. 1991 wurde Maier in die American Academy of Arts and Sciences gewählt.
Von 1994 bis 2001 leitete er zudem das Minda de Ginzburg Centre for European Studies (CES) in Harvard, das es sich zum Ziel gemacht hat, die interdisziplinäre Forschung und Lehre über das zeitgenössische Europa zu fördern. Auswärtige Forschungsaufträge umfassen Lehrtätigkeit an der École des Hautes Études en Sciences Sociales (2007). Maier ist des Weiteren Mitglied im German-American Academic Advisory Council und einigen weiteren akademischen Beiräten und Gutachterkommissionen. Für seine Forschung zur deutschen Geschichte im 20. Jahrhundert bekam Maier das Große Verdienstkreuz der Bundesrepublik Deutschland verliehen.
Maiers Forschungsschwerpunkte in der Vergangenheit waren die europäische und zumal die deutsche Geschichte im 20. Jahrhundert, die Auseinandersetzung mit wirtschaftshistorischen Fragen wie der Inflation und der Marshall-Plan-Hilfe, sowie Betrachtungen zum Thema Global History. Maiers gegenwärtige Forschungsprojekte umfassen eine Geschichte über das Problem der Territorialität in der Moderne sowie, zusammen mit William C. Kirby und Sugata Bose, an einer globalen Geschichte des 20. Jahrhunderts (The Passaging of the Territorial Age. Transformations of Territoriality and Their Impact on Domestic und International Politics).
Maier war verheiratet mit der 2013 verstorbenen Pauline R. Maier, Professorin für amerikanische Geschichte am MIT.

## Werke (Auswahl)
Monographien
- Recasting Bourgeois Europe. Stabilization in France, Germany and Italy in the decade after World War II. University Press, Princeton (N.J.) 1975, ISBN 0-691-05220-4.
- In Search of Stability. Explorations in Historical Political Economy (Cambridge Studies in Modern Political Economies). Cambridge University Press, Cambridge 1987, ISBN 0-521-23001-2.
- Die Gegenwart der Vergangenheit. Geschichte und die internationale Identität der Deutschen („The Unmasterable Past. History, Holocaust, and German National Identity“, 1988). Campus-Verlag, Frankfurt am Main 1992, ISBN 3-593-34523-4.
- Das Verschwinden der DDR und der Untergang des Kommunismus („Dissolution. The Crisis of Communism and the End of East Germany“, 1997). Fischer-Verlag, Frankfurt am Main 1999, ISBN 3-10-046108-8.
- Unbegrenzte Möglichkeiten? Europa und die Vereinigten Staaten (= Christoph-Martin-Wieland-Vorlesungen. Bd. 5). Sutton Verlag, Erfurt 2004, ISBN 3-89702-732-1.
- Among Empires. American Ascendancy and Its Predecessors. Harvard University Press, Cambridge, Mass. 2006, ISBN 978-0-674-02189-1.
- Leviathan 2.0. Inventing Modern Statehood. Harvard University Press, Cambridge, Mass. 2014, ISBN 978-0-674-28132-5.
- Once within Borders. Territories of Power, Wealth, and Belonging since 1500. Harvard University Press, Cambridge, Mass. 2016, ISBN 978-0-674-05978-8.
- The Project-State and Its Rivals: A New History of the Twentieth and Twenty-first Centuries.Harvard University Press, Cambridge 2023, ISBN 978-0-674-29014-3.

Aufsätze
- Territorialisten und Globalisten. Die beiden „neuen“ Parteien in den heutigen Demokratien. In: Demokratische Politik. Die Agenda der Zukunft (= Transit. Bd. 14). Neue Kritik, Frankfurt am Main, S. 5–14.
- The world economy and the Cold War in the middle of the twentieth century. In: Melvyn P. Leffler, Odd Arne Westad (Hrsg.): Origins (= The Cambridge History of the Cold War. Band 1). Cambridge University Press, Cambridge 2010, ISBN 978-1-107-60229-8, S. 44–66, doi:10.1017/CHOL9780521837194.004.
- Europe Needs a German Marshall Plan. In: New York Times Online. 11. Juni 2012.

Herausgeberschaft
- The Thirteenth of May. The advent of the Gaulle’s republic (Problems in European History). Oxford University Press, New York 1968.
- The Origins of the Cold War and Contemporary Europe (Modern Scholarship on European History). New Viewpoints Editions, New York 1978, ISBN 0-531-05607-4.
- Changing Boundaries of the Political. Essays on the evolving balance between the state and society, public and private in Europe. University Press, Cambridge 1987, ISBN 0-521-34366-6.
- The Cold War in Europe. Era of a divided continent. Wiener Books, Princeton 1991, ISBN 1-55876-133-0.
- Deutschland und der Marschall-Plan („The Marshall-Plan and Germany“, 1991). Nomos-VG, Baden-Baden 1992, ISBN 3-7890-2479-1.
- The Rise of Nazi Regime. Historical reassessments (Westview Special Studies). Westview Press, Boulder (Col.) 1986, ISBN 0-8133-0192-0.